# 尾崎知紀
尾崎 知紀（おざき とものり、1971年 - ）は、日本の脚本家、演出家である。オリジナル脚本『ロングボードの侍たち』で第30回「城戸賞」を受賞したことで知られる。ポッドキャスト・ドラマ「耳がミケランジェロ」を主宰する。

## 人物・来歴
1971年（昭和46年）、大阪府に生まれる。シナリオ・センター大阪校（第45期）出身。大阪で劇団に関わりながら、関西ローカルでの深夜ドラマやラジオドラマのシナリオを執筆する。
2004年（平成16年）12月、オリジナル脚本『ロングボードの侍たち』で第30回「城戸賞」を受賞する。
2006年（平成18年）4月、ポッドキャスト・ドラマ「耳がミケランジェロ」を開始、同年7月、第1作『定休日ありません』（全4話）の脚本を執筆、同作を配信する。同シリーズでは、自作を量産するほか、自らプロデュースに回り新人の脚本を採用、積極的に新人俳優を起用、人材の育成にも寄与している。尾崎は同分野の先駆である。また同年、劇場用映画『URAHARA』の脚本を共同執筆し、同作は2008年3月に公開された。

## フィルモグラフィ
- 『誓い』（テレビドラマ『苺リリック』、2003年、よみうりテレビ） - 脚本
- 『Look back again』（テレビドラマ『苺リリック』、2003年、よみうりテレビ） - 脚本
- 『ロングボードの侍たち』（2004年発表、未映画化） - 脚本
- 『URAHARA』（共同脚本中田瞳、監督稲富勝、2008年） - 脚本

## サウンドドラマ
- 『HAPPY NEW YEAR』（ウェブドラマ『アナパラOHラフィーキ』、2003年、ABCラジオ） - 脚本
- 『セイルになりたくて』（2003年、ラジオ大阪） - 脚本

### 耳がミケランジェロ
- 『定休日ありません』（全4話、2006年） - 作
- 『泣くよ、ウグイス』（全8話、2006年8月 - 10月） - 作
- 『君が聴こえる』（全8話、2006年10月 - 12月） - 作
- 『海とブログとモテない男』（全8話、作桜井りょん、2007年1月 - 4月） - 演出
- 『桜田門外の恋』（全8話、原案葛飾ホックニー、2007年4月 - 5月） - 作
- 『鬼ごっこゲーム』（全3話、作桜井りょん、2007年7月） - プロデュース
- 『ママはゴーストでR18』（全3話、2007年8月） - 作
- 『失恋流し』（全3話、作鈴木友海、2007年9月） - プロデュース
- 『カトリーヌと優しい銀行強盗たち』（全7話、2007年12月） - 作・演出
- 『あったか! 肉まんパンダ』（全8話、2008年1月 - 3月） - 作
- 『LOVEΦ』（全8話、2008年4月 - 5月） - 作
- 『クレーマー・クレーマー』（2008年7月 - ） - 作

## 註
1. ↑  「耳がミケランジェロ」公式サイト内の「プロフィール」の記述を参照。